# Pita (hrana)
Pita je kolač od slatkog ili slanog prhkog tijesta sa slatkim ili slanim nadjevom. 

## Pite sa slatkim nadjevom
Pite sa slatkim nadjevom mogu se pripremati na razne načine, ovisno o nadjevu s kojim se pripremaju. Kada se tijesto dijeli na dva dijela, obično se dio kojim se pokriva pita razvalja tanje, a tijesto se uvijek nabocka vilicom kako se ne bi stvarali mjehuri tijekom pečenja kolača. Nadjevaju se voćem (svježim ili prokuhanim), orašastim plodovima (orasima, lješnjacima, pistacijama), pinjolima, svježim sirom ili čokoladom.

## Načini pripreme
- Tijesto se utisne u lim (često okruglog oblika), cijelo ispeče i ohladi. Tako ispečeno tijesto, može se premazati marmeladom, na koju se posloži voće koje može biti sirovo (obično su to jagode, grožđe, kivi, maline ili borovnice) i koje se prelije pripremljenom želatinom ili odgovarajućim preljevom za torte.
- Na pečeno i ohlađeno tijesto premaže se marmelada, doda voće prokuhano sa šećerom i škrobnim brašnom, a voće se može gusto premazati čvrstim snijegom od bjelanaca s dodatkom šećera u prahu ili napuniti štrcaljka i njome napraviti rešetka preko nadjeva od voća, te kratko zapeći u pećnici.
- Tijesto se utisne u lim, premaže nadjevom npr. od sira i pospe mrvičastom smjesom tijesta. Nadjev se još može prekriti ploškicama tijesta ili trakicama koje se u obliku rešetke poslože preko voća.
- Cijela količina tijesta se utisne u lim, po tijestu posloži svježe narezano voće, pospe krupnim šećerom, cimetom (po želji) i tako peče. Tako se obično priprema pita sa šljivama, breskvama, marelicama ili jabukama.
- Tijesto se podijeli na dvije polovice, u kalup se položi tijesto, nabocka vilicom, nadjene nadjevom od voća ili sira i prekrije razvaljanom drugom polovicom tijesta koju je također potrebno nabockati vilicom. Tako pečena pita može se još vruća posuti šećerom u prahu ili ohlađena premazati zagrijanom marmeladom za ocaklinu.

Uz pite od voća prilikom posluživanja često se dodaje tučeno slatko vrhnje.

## Poznatije slatke pite
- Pita s jabukama (jȁbučnjača), šljivama, višnjama i drugim voćem
- Pita od oraha, badema i drugog orašastog voća
- Pita od sira
- Pita od rogača
- Pita od krupice
- Pita mađarica
- Bijela pita
- Pita od čvaraka

## Pite sa slanim nadjevom
Na piti koja se pokriva slanim prhkim tijestom u gornjoj površini treba načiniti rupicu ili više puta nabockati tijesto, kako bi za vrijeme pečenja mogla izići para koja se stvara u nadjevu. Tijesto za pite sa slanim nadjevom može biti obično prhko tijesto ili slano prhko tijesto, koje se nadjeva raznim vrstama sireva, mesom, šunkom, povrćem ili gljivama.

### Quiche
Quiche je francuska pita kojoj su osnovni sastojci prhko tijesto i nadjev od mesnate slanine, jaja, vrhnja, naribanog sira, papra. Ostali sastojci mogu biti gljive, povrće, a najpoznatija je "Quiche Lorraine".

### Finska pita od mljevenog mesa
Finska pita od mljevenog mesa (finski:Lihamureke piiaas) priprema se od prhkog tijesto, koje se podijeli na dvije tanke polovice, jedna se stavi u pripremljeni lim, nadjene nadjevom od popirjanog mljevenog mesa, gljiva, luka, naribanog skandinavskog sira, peršina, papra i soli. Polovica razvaljanog tijesta stavi se u namašćeni lim, pokrije mesnom smjesom, a ona pokrije drugom polovicom razvaljanog tijesta koja se ukrasi rezancima od tijesta. 

### Ruska pita od kupusa
Ruska pita od kupusa (ruski: Kulebjaka) priprema se od prhkog tijesta, koje se podijeli na dvije tanke polovice, jedna se stavi u pripremljeni lim, nadjene nadjevom od pripremljenog kuhanog kupusa, tvrdo kuhanim jajima, koprom, peršinom, paprom, solju, prekrije drugom polovicom razvaljanog tijesta, načini rupa u sredini, spoje krajevi, ukrasi ostacima tijesta, premaže žumanjkom i peče dok ne porumeni.